# 上横手雅敬
上横手 雅敬（うわよこて まさたか、1931年〈昭和6年〉3月7日 - ）は、日本の歴史学者。専門は、日本中世政治史・日本中世社会史。学位は、文学博士。京都大学名誉教授。和歌山県出身。

## 業績
若き日に中世史において画期的で洞察に満ちた見解を数多く示した。
後鳥羽は当初武家の臣従を前提とする公武融和路線を取り、建保六年(1218年)の政子上洛時に、幕府と後鳥羽との間に後鳥羽の皇子を実朝の養子として東下させ、後継将軍とする密約が成立していたと説いた。(「北条泰時」1958年、「承久の乱」1962年)
また、承久の乱に際し、大江広元以外の武士たちが唱えた迎撃によれば鎌倉方は敗れていたであろうとし、広元の功績を特筆した。
「鎌倉幕府と公家政権」(1975)において、鎌倉時代政治史の骨格を以下のように鮮やかに描き出した。
鎌倉殿独裁(頼朝・頼家・政子)⇔院政(後白河・後鳥羽)→
承久の乱・政子没(1225)・頼経将軍→
執権政治(泰時、経時)⇔権臣政治(公経・道家)→
宮騒動・道家失脚(1246)・宝治合戦→
得宗専制(時頼以降)⇔幕府による朝廷支配

### 略歴
- 1943年（昭和18年）4月 和歌山県立伊都中学校入学。1947年（昭和22年）3月 和歌山県立伊都中学校4年修了。4月 第三高等学校文科乙類入学
- 1950年（昭和25年）3月 第三高等学校文科乙類卒業。4月 京都大学文学部史学科国史学専攻入学
- 1953年（昭和28年）3月 京都大学文学部史学科国史学専攻卒業。4月 京都大学大学院研究奨学生入学
- 1956年（昭和31年）3月 京都大学大学院研究奨学生退学。4月 京都女子大学文学部専任講師
- 1958年（昭和33年）4月 京都大学教養部専任講師。1959年（昭和34年）6月 京都大学教養部助教授
- 1968年（昭和43年）4月 京都大学大学院文学研究科兼任（1994年3月まで）
- 1973年（昭和48年）8月 京都大学教養部教授。
- 1984年（昭和59年）5月 大学入試センター研究部教授併任（1985年3月まで）。1992年（平成4年）10月 京都大学総合人間学部教授（教養部兼任）
- 1994年（平成6年） 京都大学定年退官、同大学名誉教授、龍谷大学文学部教授。1999年（平成11年）4月 龍谷大学特任教授
- 2001年（平成13年）3月 龍谷大学特任教授退職。4月 皇學館大学大学院文学研究科特任教授
- 2007年（平成19年）3月 皇學館大学退職

### その他の活動
- 1953年（昭和28年）11月 史学研究会委員（1956年3月まで）
- 1970年（昭和45年）4月 史学研究会評議員（1974年11月まで）
- 1971年（昭和46年）
  - 1月 京都府宇治市史編さん調査執筆委員
  - 8月 日本歴史学会評議員（現在に至る）
- 1973年（昭和48年）4月 和歌山県史編さん委員会専門委員（1994年3月まで）
- 1974年（昭和49年）11月 史学研究会理事（1989年6月まで）
- 1975年（昭和50年）7月 島根県文化財専門委員（現：島根県文化財保護審議会委員）。現在に至る。
- 1984年（昭和59年）4月 京都府相楽郡加茂町史編纂委員会委員
- 1985年（昭和60年）4月 「安徳天皇の御事績について」を昭和天皇に進講
- 1989年（平成元年）6月 史学研究会監事（1992年6月まで）
- 1991年（平成3年）
  - 3月 島根県知事より「神々のふるさと島根遣島使」を委嘱（現在に至る）
  - 6月 （和歌山県伊都郡）高野口町（現在の和歌山県橋本市）文化財研究会顧問
- 1992年（平成4年）6月 史学研究会理事（1994年6月まで）
- 1995年（平成7年）4月 国立歴史民俗博物館共同研究員（1997年3月まで）
- 2003年（平成15年）4月 国際日本文化研究センター共同研究員（2005年3月まで）
- 2004年（平成16年）7月 和歌山県橋本市史編纂委員会委員（現在に至る）

## 門下生
- 杉橋隆夫（立命館大学名誉教授）[2]
- 元木泰雄（京都大学名誉教授）[3]
- 美川圭（立命館大学文学部教授）[4]
- 上島享（京都大学大学院文学研究科教授）[5]
- 川端新（元山口大学人文学部助教授）[6]

## 受章・受賞等
- 1994年11月、和歌山県文化賞受賞
- 1998年10月、京都市長より感謝状を受ける（優れた文化創造に尽力したとして）
- 2010年秋、瑞宝中綬章受章

## 著書
※再版・増訂等は省略

### 単著
- 『北条泰時』吉川弘文館〈人物叢書〉、1958年
- 『源平の盛衰』講談社〈日本歴史全集第6〉、1969年
- 『日本中世政治史研究』塙書房、1970年
- 『平家物語の虚構と真実』講談社、1973年
- 『基礎演習日本史問題集』旺文社、1974年
- 『よくわかる日本史』旺文社、1974年
- 『源義経 － 源平内乱と英雄の実像』平凡社〈日本を創った人びと7〉、1978年
- 『鎌倉時代政治史研究』吉川弘文館、1991年
- 『鎌倉時代 － その光と影』吉川弘文館、1994年
- 『日本中世国家史論考』塙書房、1994年
- 『ふりぬる跡』私家版、1995年
- 『日本史の快楽 － 中世に遊び現代を眺める』講談社、1996年
- 『源平争乱と平家物語』角川書店〈角川選書〉、2001年
- 『文のアルバム』私家版、2001年
- 『壇之浦合戦と女人たち』赤間神宮源平シンポジウム委員会、2002年
- 『戦中・戦後三高小史』三高記念室編集、三高自昭会〈神陵文庫〉、2008年
- 『権力と仏教の中世史 文化と政治的状況』法蔵館、2009年

### 編著
- 『日本と世界の歴史』10・13世紀、学習研究社、1969年
- 『鎌倉幕府』研秀出版〈日本の歴史6〉、1973年
- 『鎌倉』小学館〈図説日本文化の歴史5〉、1979年
- 『風翔ける鎌倉武士 － 鎌倉時代 －』集英社〈日本史の舞台3〉、1982年
- 『鎌倉幕府と承久の乱』朝日新聞社〈週刊朝日百科日本の歴史4〉、1986年
- 『人車記』1、思文閣出版〈陽明叢書13〉、1986年
- 『人車記』2、思文閣出版〈陽明叢書14〉、1986年
- 『人車記』3、思文閣出版〈陽明叢書15〉、1987年
- 『人車記』4、思文閣出版〈陽明叢書16〉、1987年
- 『兵範記』1（編集・解説）、思文閣出版〈京都大学史料叢書1〉、1988年
- 『兵範記』2（編集・解説）、思文閣出版〈京都大学史料叢書2〉、1989年
- 『兵範記』3（編集・解説）、思文閣出版〈京都大学史料叢書3〉、1990年
- 『中世の寺社と信仰』吉川弘文館、2001年
- 『中世公武権力の構造と展開』吉川弘文館、2001年
- 『源義経流浪の勇者 京都・鎌倉・平泉』文英堂、2004年
- 『鎌倉時代の権力と制度』思文閣出版、2008年

### 共著
- 『学習日本史小事典』福音館書店、1957年
- 『日本史提要』関書院、1958年
- 『日本のやしろ・厳島』、1969年
- 『源平の確執』小学館、1975年
- 『日本史辞典』文研出版、1978年
- 『太平記の世界』日本放送協会出版、1982年
- 『河野氏の台頭と源平争覇』愛媛県文化振興財団、1986年
- 『藤原純友の乱』愛媛県文化振興財団、1987年
- 『日本中世史像の再検討』山川出版社、1988年
- 『新考日本史B 最新版』（代表著者）、帝国書院、1995年
- 『運慶の挑戦 世の幕開けを演出した天才仏師』文英堂、1999年
- 『要説日本歴史』東京創元社、2000年
- 『院政と平氏、鎌倉政権』中央公論新社、2002年

### 共編著
- 『和歌山県史 中世史料1』和歌山県史編さん委員会、1975年
- 『図説日本の古典』9 平家物語、集英社、1979年
- 『図説日本の歴史』11 太平記、集英社、1980年
- 『和歌山県史 中世史料2』和歌山県史編さん委員会、1983年
- 『加茂町史第1巻 古代・中世編』加茂町、1988年
- 『和歌山県史 古代史料2』和歌山県史編さん委員会、1989年
- 『和歌山県史 原始・古代』和歌山県史編さん委員会、1994年
- 『史料神陵史-舎密局から三高まで-』神陵史資料研究会、1994年
- 『加茂町史第4巻 資料編1』加茂町、1997年
- 『加茂町史第5巻 資料編2』加茂町、1999年

### 監修
- 『暴れ獅子、織田信長』旺文社〈旺文社劇画歴史シリーズ〉、1975年
- 『甲斐の若虎、武田信玄』旺文社〈旺文社劇画歴史シリーズ〉、1975年
- 『乱雲戦国の風、豊臣秀吉』旺文社〈旺文社劇画歴史シリーズ〉、1975年
- 『風雲児葵の若武者、徳川家康』旺文社〈旺文社劇画歴史シリーズ〉、1975年
- 『熱血維新の星、西郷隆盛』旺文社〈旺文社劇画歴史シリーズ〉、1975年
- 『越後の飛龍、上杉謙信』旺文社〈旺文社劇画歴史シリーズ〉、1976年
- 『波乱の英雄、源義経』旺文社〈旺文社劇画歴史シリーズ〉、1976年
- 『土佐の快男児、坂本竜馬』旺文社〈旺文社劇画歴史シリーズ〉、1976年
- 『栄華の名将、平清盛』旺文社〈旺文社劇画歴史シリーズ〉、1976年
- 『みちのくの荒武者、伊達政宗』旺文社〈旺文社劇画歴史シリーズ〉、1976年
- 『最高学習中学社会、歴史』文研出版、1978年
- 『古代・中世の政治と文化』思文閣出版、1994年
- 『図解雑学 源義経』ナツメ社、2004年
- 『橋本市史 民俗・文化財編』橋本市史編さん委員会、2005年
- 『日本史 1000人』（共同監修）、世界文化社、2007年